# Алексеевский (Обливский район)
Алексе́евский — хутор в Обливском районе Ростовской области.
Административный центр Алексеевского сельского поселения.

## Население
| 2010 |
| ---- |
| 532  |

## Улицы
| - ул. Береговая, - пер. Весёлый, - пер. Вишневый, - пер. Западный, | - ул. Заречная, - ул. Зелёная, - ул. Колхозная, - ул. Комсомольская, | - ул. Ленина, - ул. Лесная, - ул. Мира, - ул. Новая, | - ул. Производственная, - ул. Промышленная, - ул. Советская, - пер. Школьный. |